# Francis Guerrero
Francisco Javier Guerrero Martín (ur. 11 marca 1996 w Coín) – hiszpański piłkarz występujący na pozycji obrońcy w Realu Betis.